# سيراريا
سيراريا بلدية في ولاية بارايبا في المنطقة الشمالية الشرقية من البرازيل.